# Departament Energii Stanów Zjednoczonych
Departament Energii Stanów Zjednoczonych (ang. United States Department of Energy, DOE) – resort rządu Stanów Zjednoczonych zajmujący się problemami energii i bezpieczeństwa materiałów nuklearnych. Do zadań DOE należą: amerykański program broni nuklearnych, produkcja reaktorów atomowych dla amerykańskiej floty, oszczędność energii, badania w zakresie energii, odpady promieniotwórcze, i krajowa produkcja energii.
Na czele departamentu stoi sekretarz energii, który jest członkiem gabinetu prezydenta.

## Narodowe instytuty badawcze
- Ames Laboratory(inne języki)
- Argonne National Laboratory
- Brookhaven National Laboratory
- Fermi National Accelerator Laboratory
- Idaho National Engineering and Environmental Laboratory
- Lawrence Berkeley National Laboratory
- Lawrence Livermore National Laboratory
- Los Alamos National Laboratory
- National Energy Technology Laboratory(inne języki)
- National Renewable Energy Laboratory(inne języki)
- Oak Ridge National Laboratory
- Pacific Northwest National Laboratory(inne języki)
- Princeton Plasma Physics Laboratory(inne języki)
- Radiological & Environmental Sciences Laboratory
- Sandia National Laboratories
- Stanford Linear Accelerator Center
- Thomas Jefferson National Accelerator Facility(inne języki)

## Instalacje DOE
- Albany Research Center(inne języki)
- Argonne National Laboratory
- Bannister Federal Complex(inne języki)
- Bettis Atomic Power Laboratory(inne języki)
- Brookhaven National Laboratory
- Center for Functional Nanomaterials(inne języki) (w budowie)
- Center for Integrated Nanotechnologies(inne języki) (w budowie)
- Center for Nanophase Materials Sciences(inne języki)
- Center for Nanoscale Materials(inne języki) (w budowie)
- Environmental Measurements Laboratory(inne języki)
- Idaho National Laboratory
- Knolls Atomic Power Laboratory(inne języki)
- Molecular Foundry(inne języki) przy Lawrence Livermore National Laboratory
- National Petroleum Technology Office(inne języki)
- New Brunswick Laboratory(inne języki)
- Pacific Northwest National Laboratory
- Radiological & Environmental Sciences Laboratory
- Yucca Mountain nuclear waste repository(inne języki)